# Ssss (musikalbum av VCMG)
Ssss är den engelska synthduon VCMG:s debutalbum, utgivet i mars 2012. VCMG består av Vince Clarke (VC) Martin Gore (MG). Albumet utgavs som CD, LP och digital nedladdning.

## Låtlista
Alla låtar är skrivna och komponerade av Martin Gore och Vince Clarke. 
| Nr           | Titel           | Längd |
| ------------ | --------------- | ----- |
| 1.           | Lowly           | 5:27  |
| 2.           | Zaat            | 6:28  |
| 3.           | Spock           | 5:40  |
| 4.           | Windup Robot    | 5:25  |
| 5.           | Bendy Bass      | 6:04  |
| 6.           | Single Blip     | 5:47  |
| 7.           | Skip This Track | 5:40  |
| 8.           | Aftermaths      | 6:21  |
| 9.           | Recycle         | 6:37  |
| 10.          | Flux            | 5:17  |
| Total längd: | Total längd:    | 58:50 |